# Єкатеринбург-Сіті
56°50′34″ пн. ш. 60°35′22″ сх. д. / 56.84278° пн. ш. 60.58944° сх. д.

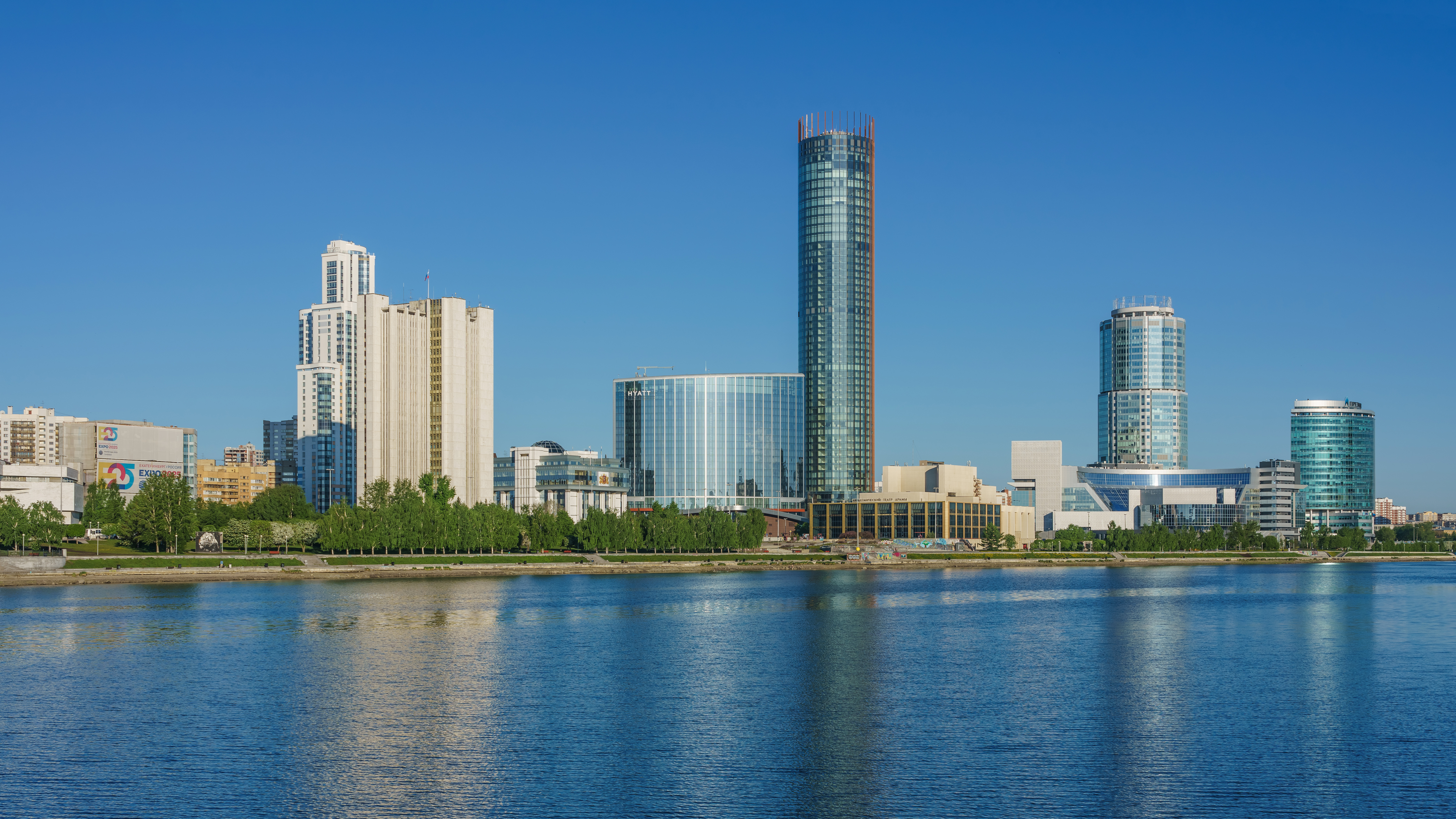
Єкатеринбург-Сіті

Єкатеринбург-Сіті (рос. Екатеринбу́рг-Си́ти) — діловий квартал, який будується в центрі Єкатеринбурга. До складу ділового центру увійдуть хмарочоси «Ісєть», «Катерина», «Дє Ґєннін», «Дємідов» і «Татіщєв» (рос. Исеть, Катерина, Де Геннин, Демидов, Татищев). Також тут планується побудувати готелі, бізнес-парки, торговельні об'єкти, концертний зал і місця для відпочинку. Загальна площа ділового комплексу складе 750 тис. квадратних метрів. Відзначається, що під забудову виділяється не більше 35% території, аби якомога більше простору залишити під озеленення, тротуари і зони громадського призначення.
За первинним проектом Єкатеринбург-Сіті мав об'єднати понад 400 тис. м² комерційних і торговельних площ, офісів, готелів, розважальних центрів, кав'ярен і ресторанів. Планувалося звести 12 об'єктів: чотири офісні хмарочоси, бізнес-парк, з акцентом на представників малого та середнього бізнесу, так звана торгова галерея і два готелі. Площа кварталу мала скласти п'ять гектарів.
Передбачалося, що роботи по його спорудженню мали завершитися у 2014 році, проте у лютому 2009 будівництво було призупинено і його закінчення перенесено на невизначений строк. Вартість проекту оцінюється в один мільярд євро. Основним інвестором проекту є «УГМК-Холдинг». Відновити роботи з будівництва кварталу УГМК іще взимку 2010 планувало не раніше 2011 року, проте будівництво кварталу було відновлено вже в серпні 2010 року. Як пояснив заступник генерального директора ВАТ «УГМК-Холдинг» Сергій Єрипалов (рос. Сергей Ерыпалов): «фінансові результати 2009-го і першого кварталу 2010-го років показали, що ми можемо реалізувати цей проект. Зараз у нас достатньо коштів на продовження будівництва »

## Готель Hyatt Regency
- Поверховість: 21 поверх

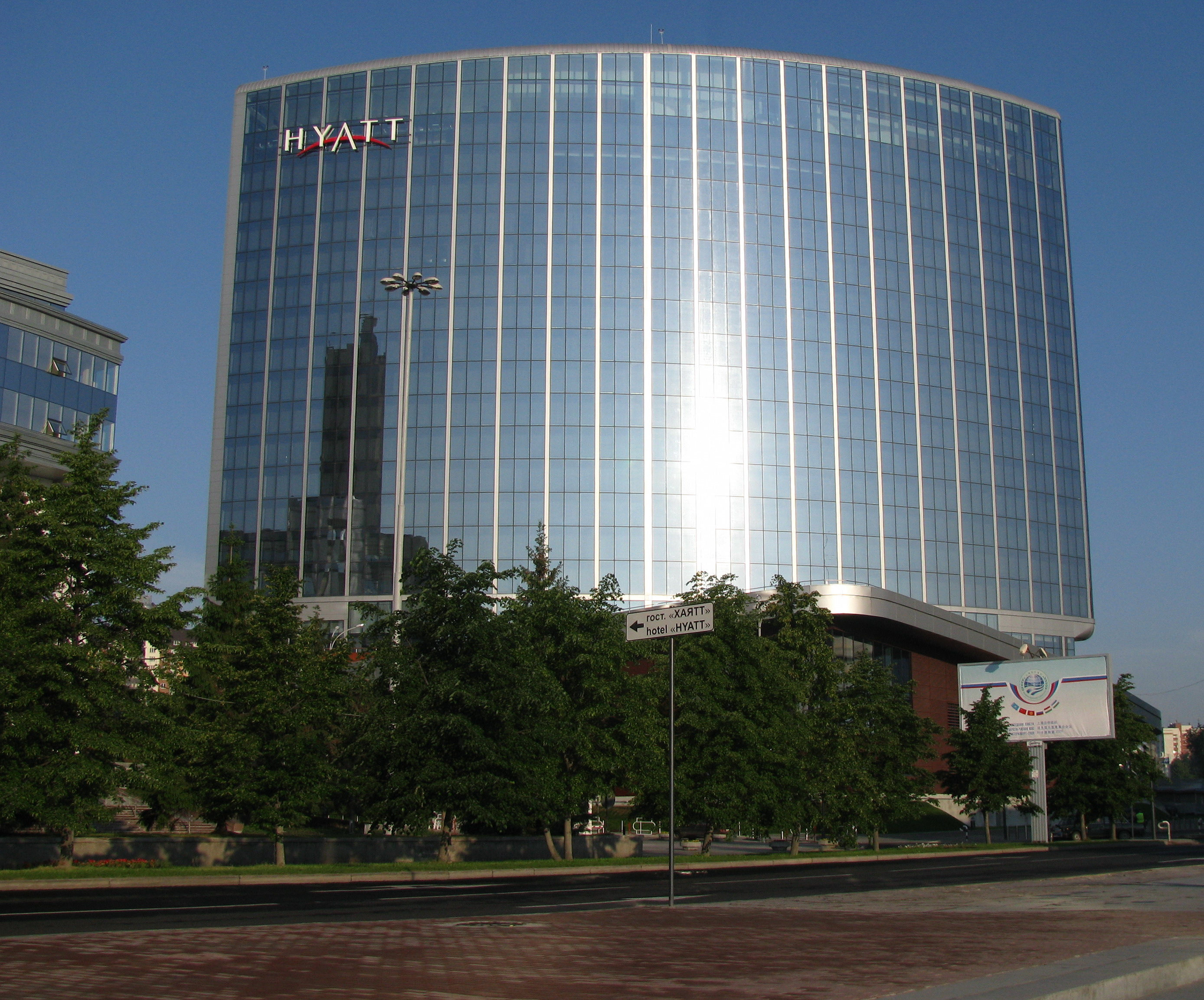
«Hyatt Regency Ekaterinburg»

- Початок будівництва: 27 липня 2005 року
- Відкриття: 26 лютого 2009 року.

П'ятизірковий готель Hyatt Regency Ekaterinburg розраховано на 296 номерів. У готелі запроектовані президентські апартаменти, під охороною підземна парковка на 135 машиномісць, два ресторани, три бари, відділ обслуговування номерів, конгрес-хол, басейн і SPA-клуб з панорамним видом, найбільший фітнес-центр. В обслуговуванні задіяно близько 400 чоловік.
17 липня 2007 року в конструкцію будівлі урочисто поклали останній кубометр бетону. Для зведення конструкції готелю було потрібно близько 27 000 м бетону, 3200 тон арматури, 2800 тонн металоконструкцій.
Урочисте відкриття готелю відбулося 26 лютого 2009 року.

## Вежа «Ісєть»

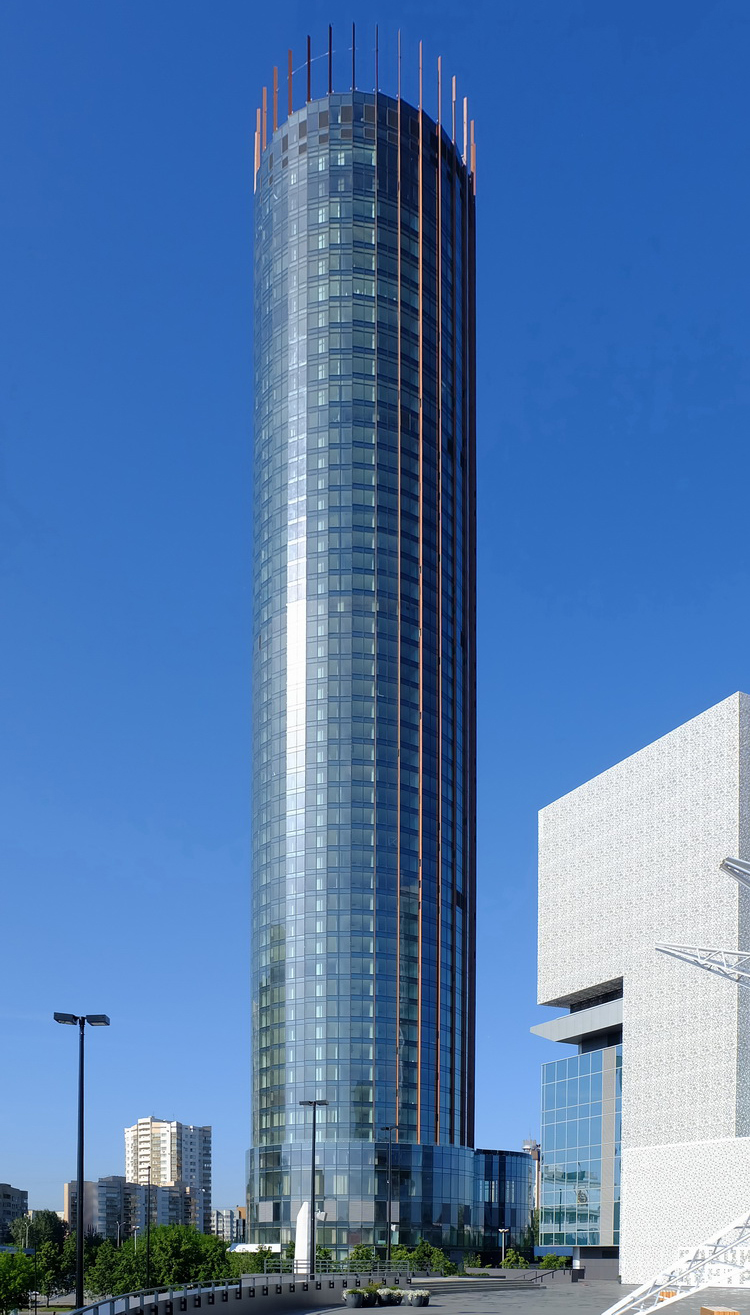
Вежа «Ісєть»

- Поверховість: 52 (48 житлових поверхів).
- Висота: 209 м по архітектурних деталей.
- Площа 70: 600 м².
- Початок будівництва: березень 2008.
- Закінчення будівництва: початок 2015 року .
- Кількість ліфтів: 8

Вежа отримала свою назву по річці Ісєть. Проект вежі являє собою висотне 52-поверховий житловий будинок класу «А». Крім апартаментів класу люкс в цій будівлі планується розмістити бізнес-клуб, конгрес-центр, ресторан, кав'ярня, фітнес-центр, галерею бутиків. Передбачувана вартість «Ісєті» - близько 230 млн доларів.
Будівництво вежі розпочалося в березні 2008 року і, за первісним планом, мало завершитися до кінця 2010 року. У липні 2008 на вимогу Ростехнагляду, було припинено на три місяці у зв'язку з відсутністю у компанії-забудовника дозвільних документів. Надалі, аж до серпня 2010 року будівництво було призупинено через фінансові труднощі. 20 серпня 2010 будівництво було офіційно відновлено. 11 січня 2011 року була закінчена заливка фундаменту будівлі. До березня 2014 року тривав будівництво 47-го поверху тіла вежі «Ісєть» і монтаж 52-го поверху по її ядра. На початку липня монолітні роботи на вежі були завершені. Наприкінці вересня на вежі була змонтована корона, таким чином будівлю було добудовано до верхньої точки. У січні 2015 року завершено скління, йдуть оздоблювальні роботи. Вежа позиціонується як найвищий північний хмарочос планети.
8 січня 2017 року вежа була офіційно введена в експлуатацію.

## Вежа «Катєріна»
- Використання: офіси, ресторани, конференц-зали
- Площа: ~ 124 000 м²
- Поверховість: 62 поверху
- Висота: 300 м
- Рік побудови: 2022

Висота вежі «Катєріна» складе 300 метрів. Ця будівля буде на 85 метрів вище хмарочоса «Ісєть», ставши найвищою будівлею комплексу та міста в цілому.
Будівництво «Катєріни» буде вести Уральська гірничо-металургійна компанія. Площа 62-поверхового об'єкту складе 124 тис. Квадратних метрів. Для розміщення комплексу обрано майданчик на перетині вулиць Бориса Єльцина і Челюскінців. Завершити роботи зі зведення об'єкта планується у 2022 році

## Діловий будинок «Дємідов»

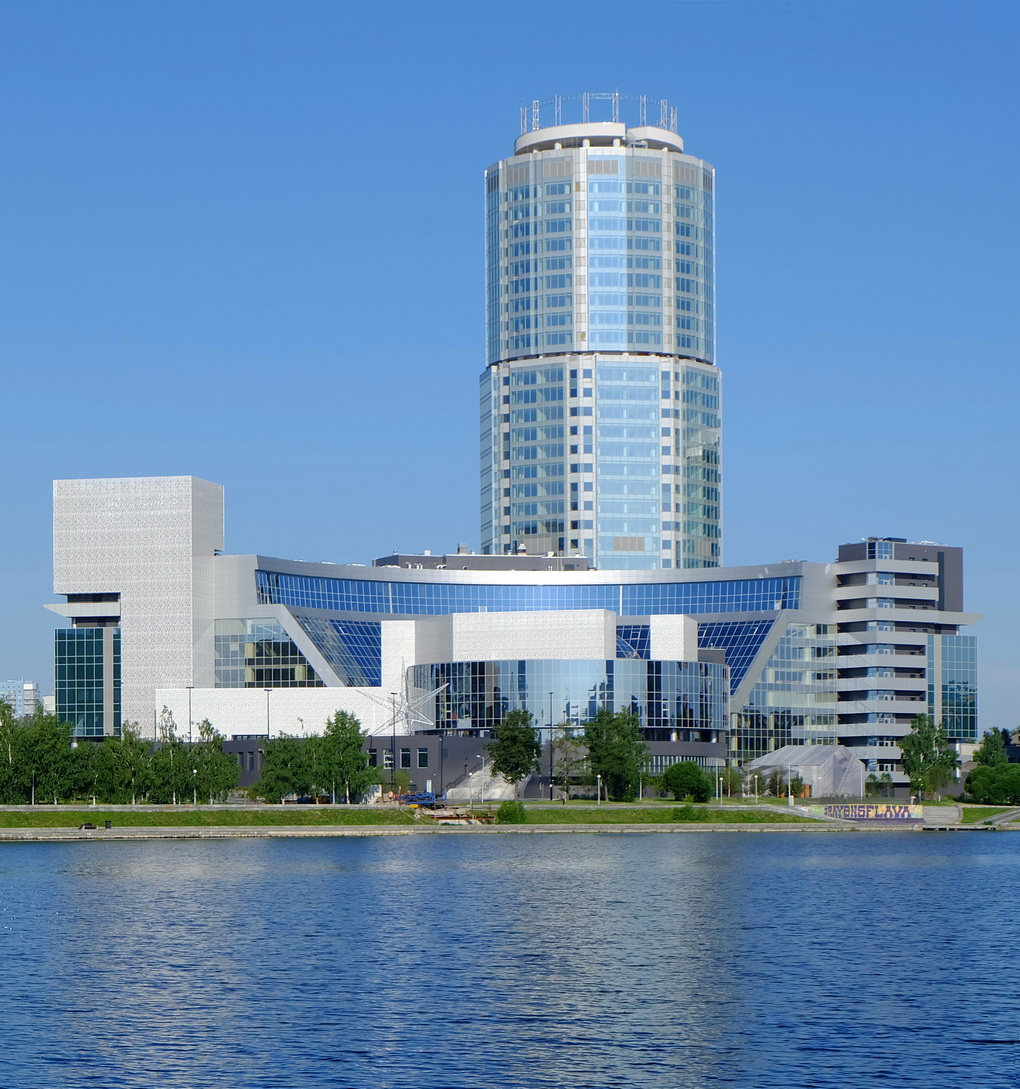
Діловий будинок «Дємiдов»

- Поверховість: 33 поверху (останній 34-й поверх - технічний)
- Площа 130 090 м²
- Висота: 124,09 м
- Закінчення будівництва діє до: 2015 рік

Будівництво «DEMIDOV» (черги 1А) було розпочато в 2006 році. Спочатку було заплановано добудувати будинок до відкриття в червні 2009 року саміту ШОС, але пізніше терміни були перенесені у зв'язку з фінансовою кризою.
За заявами власників, після закінчення будівництва «Дємідов» буде являти собою багатофункціональний центр з конгрес-холом. У будівлі буде комплекс офісних приміщень, понад 100 магазинів відомих торгових марок, кінотеатр, кафе і ресторани. Однією з головних складових частин центру буде конгрес-хол, призначений для проведення ділових зустрічей і наукових конференцій. Даний хол буде трансформуватися в концертний зал і дискотеку під зоряним небом планетарію. У бізнес-центрі також розміститься Президентський центр Б. М. Єльцина.
Станом на травень 2015 роки будівництво бізнес-5 м проходило скління висотній частині.
8 січня 2017 року вежа була офіційно введена в експлуатацію.